# Chồn họng vàng
Chồn họng vàng (Martes flavigula) là một loài chồn châu Á thuộc chi marten được IUCN đánh giá là loài ít quan tâm do độ phân bố rộng lớn, quần thể tự nhiên tương đối ổn định, sinh sống tại vài khu vực được bảo vệ, không có sự đe dọa chủ yếu.
Loài này sinh sống trong các khu vực rừng núi có khí hậu kiểu ôn đới như Himalaya, Đông Nam Á và Đông Á, bao gồm cả Viễn Đông Nga và bán đảo Triều Tiên. Chúng nói chung sống đơn độc. Chúng được phân biệt với chồn sồi (Martes foina) bằng kích thước lớn và đuôi cũng như chân dài hơn; đuôi của chúng chiếm gần như một nửa chiều dài cơ thể. Một con chồn họng vàng trưởng thành có thể cân nặng tới 3,4 kg và dài hơn 1 m từ mũi tới đuôi.
M. f. robinsoni, một phân loài sống trên đảo Java ở Indonesia, được IUCN liệt kê là loài đang nguy cấp

## Miêu tả
M. flavigula là loài chồn trong họ Chồn. Nó là động vật ăn thịt có kích thước trung bình với bộ lông màu nâu sẫm ánh da cam-vàng và phần lông ở cổ họng màu vàng kem, trong đó lưng màu vàng đất, các chân và phần mông phớt xám. Đầu, gáy, bàn chân và đuôi đen. Bụng vàng nhạt, cằm và má trắng..M. flavigula được phân biệt với M. foina (chồn đá) bởi kích thước to lớn hơn cùng các chân và đuôi dài hơn. Không giống như M. foina, đuôi của nó không rậm rạp lông. Chiều dài đầu và cơ thể khoảng 450–600 mm và đuôi dài khoảng 380–450 mm. Tai của nó thấp và thuôn tròn, với các chỏm tai ở cùng mức như hộp sọ dẹt và to của nó. Các chân có gan bàn chân trần và các móng vuốt sắc. Một con chồn họng vàng trưởng thành có thể cân nặng tới 3,4 kg.

## Sinh thái và tập tính
Chồn họng vàng sống trên nhiều sinh cảnh khác nhau, kể cả trên các đồi cây bụi và rừng ngập mặn. Thích hợp nhất là các rừng cây gỗ lớn. Trú ẩn trong các hốc đá hốc cây. Sống đơn độc, đôi khi theo đàn 3 đến bốn con. Là loài leo trèo giỏi, bơi lội tốt, di chuyển nhanh. Kiếm ăn cả ngày lẫn đêm, phụ thuộc vào hoạt động của con mồi. Thức ăn là các loại chim, sóc, chuột, rắn và cả các loài thú có kích thước lớn hơn nó (khỉ, cheo cheo, và các loài cầy vòi ăn quả). Sinh sản vào mùa hè. Mang thai 220 đến 290 ngày. Mỗi năm đẻ một lứa. Mỗi lứa từ 1 đến ba con.
Chồn họng vàng nói chung sống đơn độc, ngoại trừ những con cái khi sinh con, khi đó chúng sống thành bầy trong 3 tới 4 tháng. Phần lớn thời gian nó sống trên cây và chúng là những con thú leo trèo giỏi. Mặc dù là động vật kiếm ăn ban ngày, nhưng nó cũng đi săn cả ban đêm khi sống gần các khu vực con người cư trú. Theo Roberts (1977), M. flavigula có lẽ giao phối trong tháng 8 và sinh con trong tháng 4 năm sau. Theo Zhou và ctv. (2008), M. flavigula được coi là những kẻ phát tán hạt có tiềm năng quan trọng sau những nghiên cứu về thành phần thức ăn của nó.

## Phân bố
M. flavigula là loài duy nhất trong chi Martes tìm thấy trong các khu rừng cận nhiệt đới và nhiệt đới. Khoảng độ cao sinh sống của nó trải rộng từ tại mực nước biển tới 3.000 m. Nó cũng có thể tìm thấy trong các khu rừng ôn đới của Himalaya, Đông Nam Á và Đông Á, Viễn Đông thuộc Nga, bán đảo Triều Tiên.
Theo sách đỏ IUCN (2008), các quốc gia mà M. flavigula có thể được tìm thấy bao gồm Bangladesh, Bhutan, Brunei, Campuchia, Trung Quốc, Ấn Độ, Indonesia, Cộng hòa Dân chủ Nhân dân Triều Tiên, Hàn Quốc, Lào, Malaysia, Myanma, Nepal, Pakistan, Nga, Đài Loan, Thái Lan, Việt Nam. Ở nước ta, chồn họng vàng có ở hầu khắp các tỉnh có rừng.

## Tình trạng bảo tồn
M. flavigula được liệt kê như là "ít quan tâm" trong Sách đỏ IUCN 2008. Mặc dù có sự tàn phá rừng ở quy mô lớn tại các khu vực sinh sống của M. flavigula, loài này vẫn có thể sinh sống tốt trong các khu rừng còn lại, bao gồm cả các cánh rừng thứ sinh. Nó bị săn bắn tại Nga và Cộng hòa Dân chủ Nhân dân Triều Tiên để lấy lông thú. Người ta tin rằng M. flavigula thường không bị săn bắn để lấy thịt do thịt nó có mùi vị khó chịu.